# Johann Georg Neßtfell
Johann Georg Neßtfell; auch Nespel (* 6. April 1694 in Alsfeld; † 14. August 1762 in Würzburg) war ein deutscher Ebenist und Mechanikus.

## Lehre und erste Anstellungen

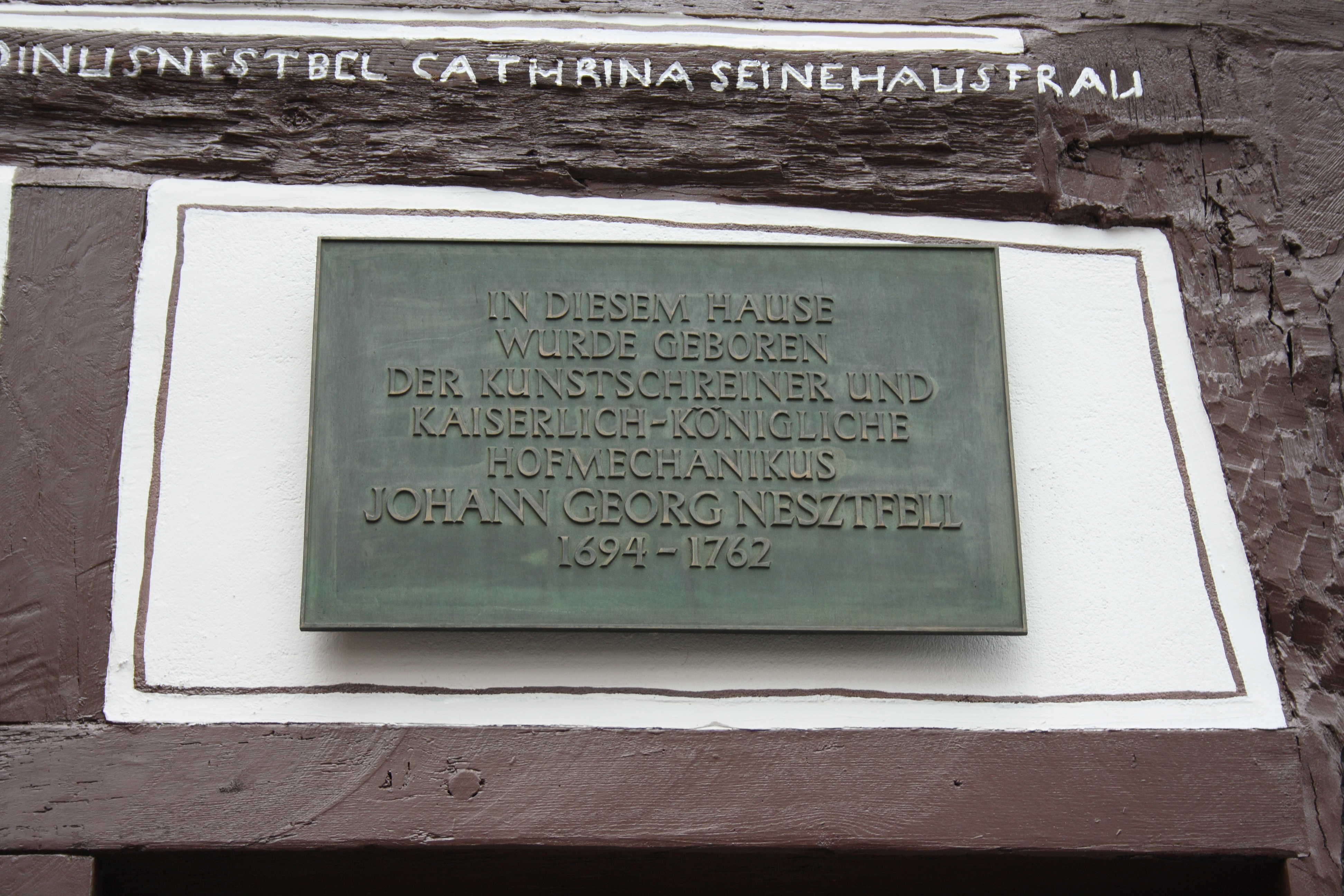
Gedenktafel an seinem Geburtshaus in Alsfeld, Untergasse 32

Der Sohn eines Schwarzgerbers, Krämers und Schreiners ging in der Werkstatt seines Großvaters als Schreiner in die Lehre. 1713 wurde er als Geselle freigesprochen, konnte danach aber (wohl aus finanziellen Gründen) den Meisterstatus nicht erlangen. So konnte er sich lediglich bei fürstlichen und kirchlichen Auftraggebern bewerben, die Handwerker außerzünftig mit Aufträgen betrauten.
1717 trat er in die Dienste der Grafen von Schönborn, für die er zunächst zahlreiche Aufträge auf Schloss Wiesentheid ausführte, wo er auch Gehilfe von Balthasar Neumann war. Weiter stattete er mehrere Klosterbibliotheken aus, so in Münsterschwarzach, Kloster Banz sowie St. Stephan in Würzburg. Diese Arbeiten sind jedoch zum großen Teil zumeist nicht mehr erhalten. Außerdem verdingte er sich als Feldvermesser und Risszeichner für Rudolf Franz Erwein Graf von Schönborn.

## Bau von Planetenmaschinen

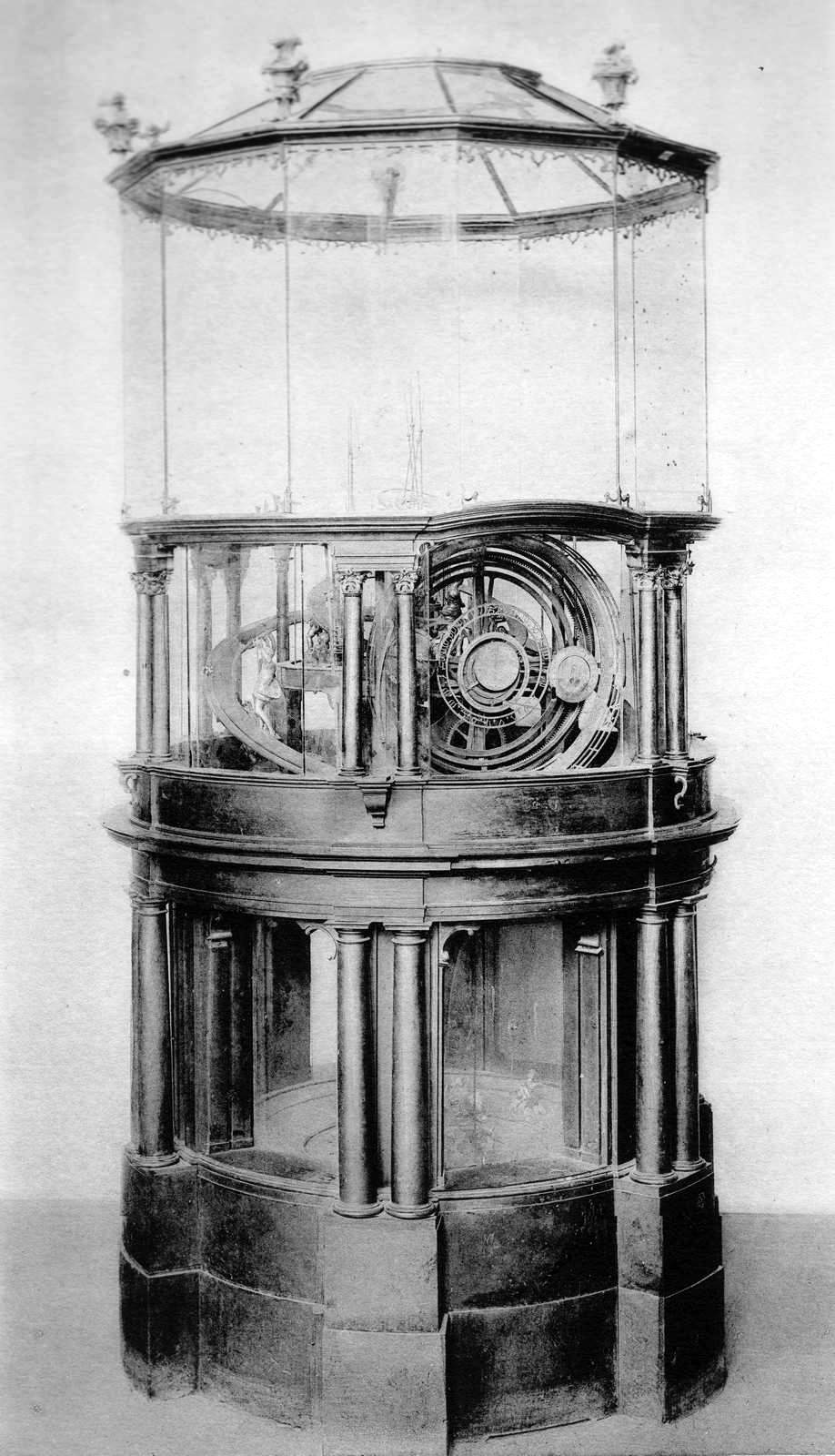
Planetenmaschine (1759)

Während seiner Tätigkeit in Banz begann Neßtfell autodidaktisch mit astronomischen Studien und dem Bau von Planetenmaschinen aus Holz. 1745 zeigte er anlässlich der Krönung von Kaiser Franz I. in Frankfurt am Main ein solches hölzernes himmelsmechanisches Modell, das die Planetenbewegungen nach dem kopernikanischen System veranschaulichte und erregte damit das Interesse des Kaisers.
Neßtfell erhielt darauf von Kaiserin Maria Theresia den Auftrag, eine solche Maschine in Messing zu bauen, wobei er bei der Berechnung der notwendigen astronomischen Daten von Johann Ludwig Fricker unterstützt wurde, der von ihm als Gehilfe angestellt worden war.
1753 reisten Neßtfell und Fricker an den Hof in Wien, um die Maschine abzuliefern. Dort befindet sie sich heute im Naturhistorischen Museum. Neßtfell erhielt für seine Leistung den Titel eines kaiserlichen Hofmechanikus und ein jährliches Gnadengehalt. In dieser Zeit erschien eine anonym veröffentlichte Schrift mit einer Beschreibung der Maschine. Wahrscheinlich war Neßtfell an der Abfassung der Schrift, die sich heute in der österreichischen Nationalbibliothek befindet, beteiligt.
Im Auftrag des Fürstbischofs Adam Friedrich von Seinsheim fertigte Neßtfell in den Jahren 1759 bis 1760 eine weitere Planetenmaschine, die später in das Physikalische Kabinett der Universität zu Würzburg überging und von dort 1877 vom Bayerischen Nationalmuseum gekauft wurde, wo sie sich noch heute befindet. Diese Maschine hat Johann Peter Wagner durch metallenen Figurenschmuck mit einer szenischen Darstellung des Ptolemäischen Systems erweitert. Eine 1750 in Würzburg gedruckte Schrift enthält eine ausführliche Beschreibung der Maschine, ebenso die 1772 entstandene Handschrift des Würzburger Paters Fridericus a Santo Christophero. Beide Schriften befinden sich heute in der Bayerischen Staatsbibliothek München.

## Arbeiten

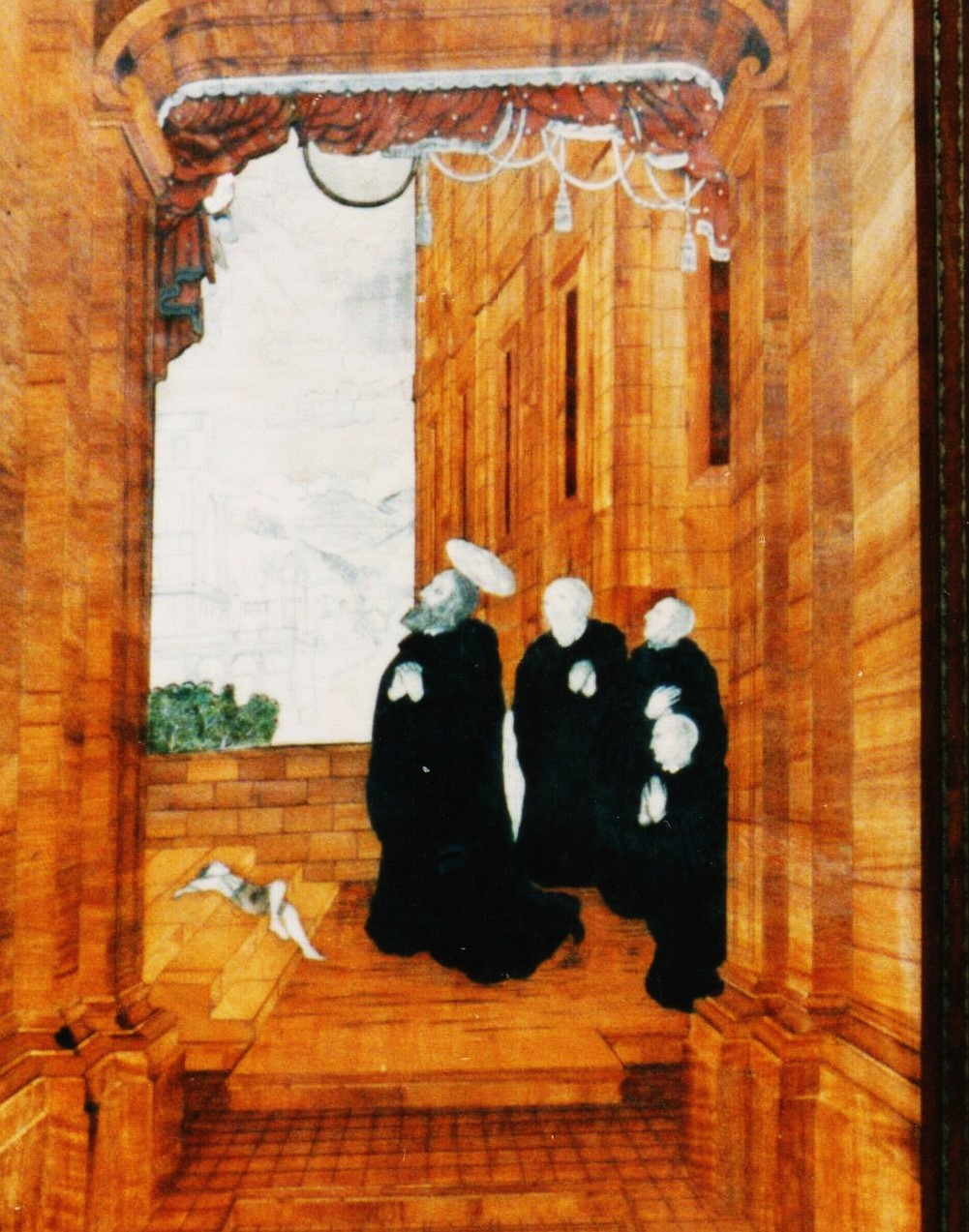
Intarsien im Chorgestühl der Stiftskirche Banz (1750)

- Bartholomäuskirche in Volkach: Der Hochaltar wurde von Johann Georg Neßtfell geschaffen.
- St. Mauritius in Wiesentheid: Der kunstvollen Tabernakel auf dem Hochaltar mit Türen, die die Offenbarung des Johannes zeigen sowie andere hochwertige Einlegearbeiten, dazu Seitenaltäre, Oratorien, Beichtstühle, Orgelgehäuse und Kanzel sind Werke Neßtfells. Auch wurde die Kalvarienberggruppe zwischen Kirche und Pfarrhaus von Neßtfell gestiftet und von Lukas van der Auvera 1766 ausgeführt.
- Kreuzkapelle in Wiesentheid: Neßtfell schuf hier das Kruzifix in der Rotunde.
- Heiligste Dreifaltigkeitskirche Gaibach: Der Kanzelkorpus stammt mutmaßlich von Johann Georg Neßtfell.
- Sternwarte Würzburg: Bau von zwei Mauerquadranten.
- Kloster Banz: Das Chorgestühl mit reichen Intarsienfeldern.
- Neumann-Basilika Münsterschwarzach: Kanzel

## Schriften
- Kurzgefasste, doch gründliche Beschreibung der von mir, Johann Georg Nesstfell, erfunden- und verfertigten Accuraten copernicanischen Planetenmachine: Nebst einer Erklärung des vielfältigen Gebrauches und Nutzens derselben in der Astronomie, Geographie und Chronologie. Veröffentlicht von Gedruckt bey G.A. Gertner, 1761, 67 Seiten